# Dúplex (práctica sexual)

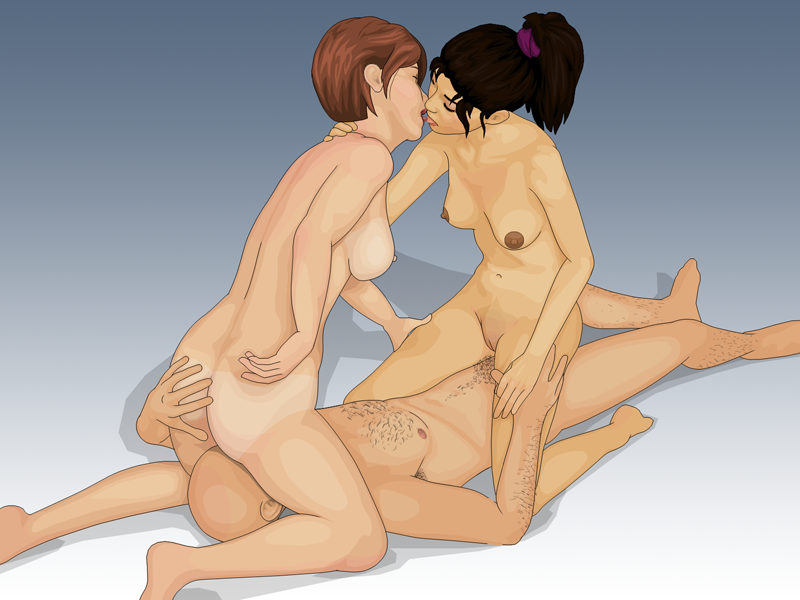
Dúplex es el trío que específicamente involucra a dos mujeres y un hombre.

Dúplex es la terminología que hace referencia a la práctica sexual que involucra a dos mujeres y un solo hombre. Está dentro de la categoría del trío sexual. 

## Opciones
Algunos ejemplos:
- Dos mujeres y un hombre (versión 1): cuando el hombre penetra a una mujer y da sexo oral a otra mujer.
- Dos mujeres y un hombre (versión 2): centrada en la doble felación, que es una práctica del sexo oral donde dos mujeres estimulan al mismo tiempo los testículos y el pene de un hombre.